# دومینیکا در المپیک تابستانی ۲۰۲۴
کاروان المپیکی دومینیکا، متشکل از ۴ ورزشکار دومینیکایی (۲ مرد و ۲ زن)، یکی از کاروان‌های شرکت‌کننده در بازی‌های المپیک تابستانی ۲۰۲۴ بود که از ۲۶ ژوئیه تا ۱۱ اوت ۲۰۲۴ (۵ تا ۲۱ امرداد ۱۴۰۳ خورشیدی) به میزبانی پاریس، پایتخت فرانسه برگزار شد. این حضور، هشتمین حضور کاروانی از دومینیکا در ادوار بازی‌های المپیک تابستانی بود.
تئا لافوند، توانست نخستین مدال طلای تاریخ این کشور (و تا به امروز تنها مدال کسب شده توسط ورزشکاران این کشور در المپیک) را در ماده پرش سه‌گام زنان در ۳ اوت کسب کند.
با کسب این مدال طلا، دومینیکا در رده‌بندی کلی این دوره از المپیک، در کنار پاکستان در جایگاه شصت‌و دوم قرار گرفت.

## مدال‌آوران
| مدال | ورزشکار    | ورزش        | ماده           | تاریخ |
| ---- | ---------- | ----------- | -------------- | ----- |
| طلا  | تئا لافوند | دو و میدانی | پرش سه‌گام زنان | ۳ اوت |

## شرکت‌کنندگان
ورزشکاران دومینیکا در رشته‌های زیر به رقابت با دیگر ورزشکاران پرداختند.
| ورزش        | مردان | زنان | کل |
| ----------- | ----- | ---- | -- |
| دو و میدانی | ۱     | ۱    | ۲  |
| شنا         | ۱     | ۱    | ۲  |
| کل          | ۲     | ۲    | ۴  |

## دو و میدانی
دو ورزشکار دو و میدانی جواز حضور در المپیک را کسب کردند.
رویدادهای دوی جاده
| ورزشکار  | رویداد        | مقدماتی | مقدماتی | شانس مجدد  | شانس مجدد | نیمه‌نهایی   | نیمه‌نهایی   | نهایی       | نهایی       |
| ورزشکار  | رویداد        | نتیجه   | رتبه    | نتیجه      | رتبه      | نتیجه       | رتبه        | نتیجه       | رتبه        |
| -------- | ------------- | ------- | ------- | ---------- | --------- | ----------- | ----------- | ----------- | ----------- |
| دنیک لوک | ۸۰۰ متر مردان | ۱:۴۷٫۵۴ | ۸       | ۱:۴۶٫۸۱ NR | ۶         | پیشروی نکرد | پیشروی نکرد | پیشروی نکرد | پیشروی نکرد |

رویدادهای میدانی
| ورزشکار    | ماده           | مقدماتی | مقدماتی | نهایی | نهایی  |
| ورزشکار    | ماده           | فاصله   | جایگاه  | فاصله | جایگاه |
| ---------- | -------------- | ------- | ------- | ----- | ------ |
| تئا لافوند | پرش سه‌گام زنان | ۱۴٫۳۵   | ۷ Q     | ۱۵٫۰۲ | Gold   |

## شنا
برای نخستین‌بار از ۲۰۰۰، توانست دو نماینده در هر جنسیت برای شنا به المپیک اعزام کند.
| ورزشکار        | رویداد            | مقدماتی | مقدماتی | نیمه‌نهایی   | نیمه‌نهایی   | نهایی       | نهایی       |
| ورزشکار        | رویداد            | زمان    | رتبه    | زمان        | رتبه        | زمان        | رتبه        |
| -------------- | ----------------- | ------- | ------- | ----------- | ----------- | ----------- | ----------- |
| وارن لاورنس    | ۵۰ متر آزاد مردان | ۲۴٫۶۷   | ۵۲      | پیشروی نکرد | پیشروی نکرد | پیشروی نکرد | پیشروی نکرد |
| جاسمینه شوفیلد | ۵۰ متر آزاد زنان  | ۲۹٫۹۱   | ۶۰      | پیشروی نکرد | پیشروی نکرد | پیشروی نکرد | پیشروی نکرد |